# Ruta Provincial E 69 (Córdoba)

## Generalidades
La Ruta Provincial E 69 es una vía de transporte ubicada en el área urbana de la ciudad de Villa María.

Es conocida como Ruta Pesada, debido a que previo a la construcción de la  RN 9 , el acceso a la ciudad de Villa María se hacía por el suroeste de la ciudad, ingresando en forma directa a la zona céntrica de la misma. Esto provocaba grandes congestionamientos de tránsito, especialmente producidos por vehículos de gran porte (camiones, colectivos, etc), por lo que se diagramó esta ruta, que discurría por las afueras de la zona central, resultando en un acceso más fluido para sus usuarios y para el tránsito en el casco chico de la ciudad.

A partir de la construcción de la Autopista Rosario-Córdoba, esta vía pasó a ser una avenida común de la ciudad, aunque todos la siguen llamando ruta pesada y sigue siendo utilizada por gran parte del transporte pesado.
Tiene una extensión de apenas poco más de 5 kilómetros y su trazado va desde la intersección de la  RN 158  (Avenida Raúl Alfonsín) e Intendente Maciel y finaliza en la intesección de calle Paraguay y Avenida Juan Domingo Perón ( RN 1V09 )

## Localidades
Esta ruta no atraviesa ninguna localidad, ya que su inicio y final se encuentra dentro del ejido municipal de la ciudad de Villa María, con lo cual se considera como una ruta urbana.

## Recorrido
|  | CONTg |

| CONTgq | TINT | CONTfq |

|  | STR |

|  | STR |

|  | STR |

|  | STR |

| CONTgq | ABZqlr | CONTfq |